# Fernand Crouan
Pour les articles homonymes, voir Crouan.
Pour les autres membres de la famille, voir Famille Crouan.
Fernand Crouan, né le 23 avril 1845 à Nantes et mort le 22 mai 1905 à Paris (8e), est un armateur et banquier nantais du XIXe siècle, et sera le commanditaire du Belem.

## Biographie
Fernand Crouan est le fils de René-Denis Crouan (1806-1891), riche négociant et armateur nantais, consul de France au Brésil, mort multimillionnaire, et d'Amélie Vauloup,.
Fernand Crouan devient armateur à Nantes et, en 1891, succède à son père comme propriétaire et à la tête de l'armement Crouan et Cie (fondée en 1825 au Pará, elle est la plus ancienne maison française d'importation et d'exploitation au Brésil). Il fait le négoce de cacao du Pará et de sucre des Antilles, entre autres pour les chocolateries Menier.

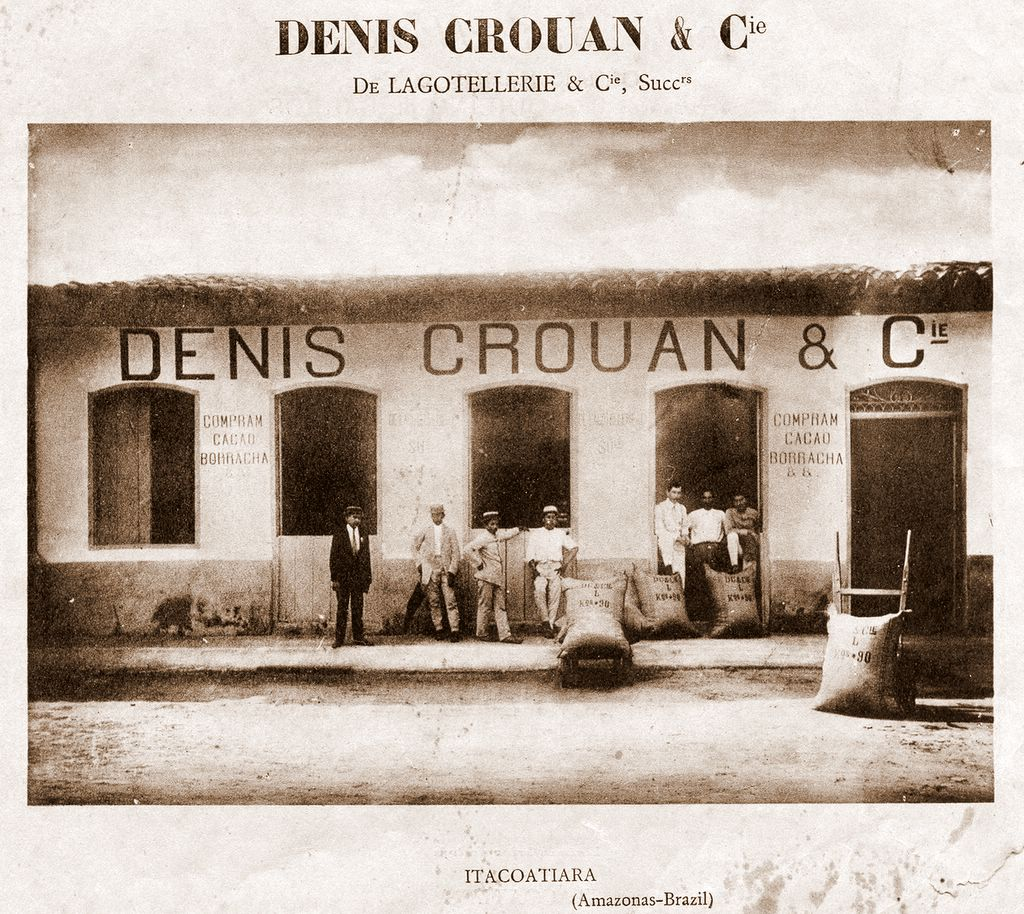
Bâtiments de la société « Denis Crouan & Cie », à Itacoatiara (Brésil).
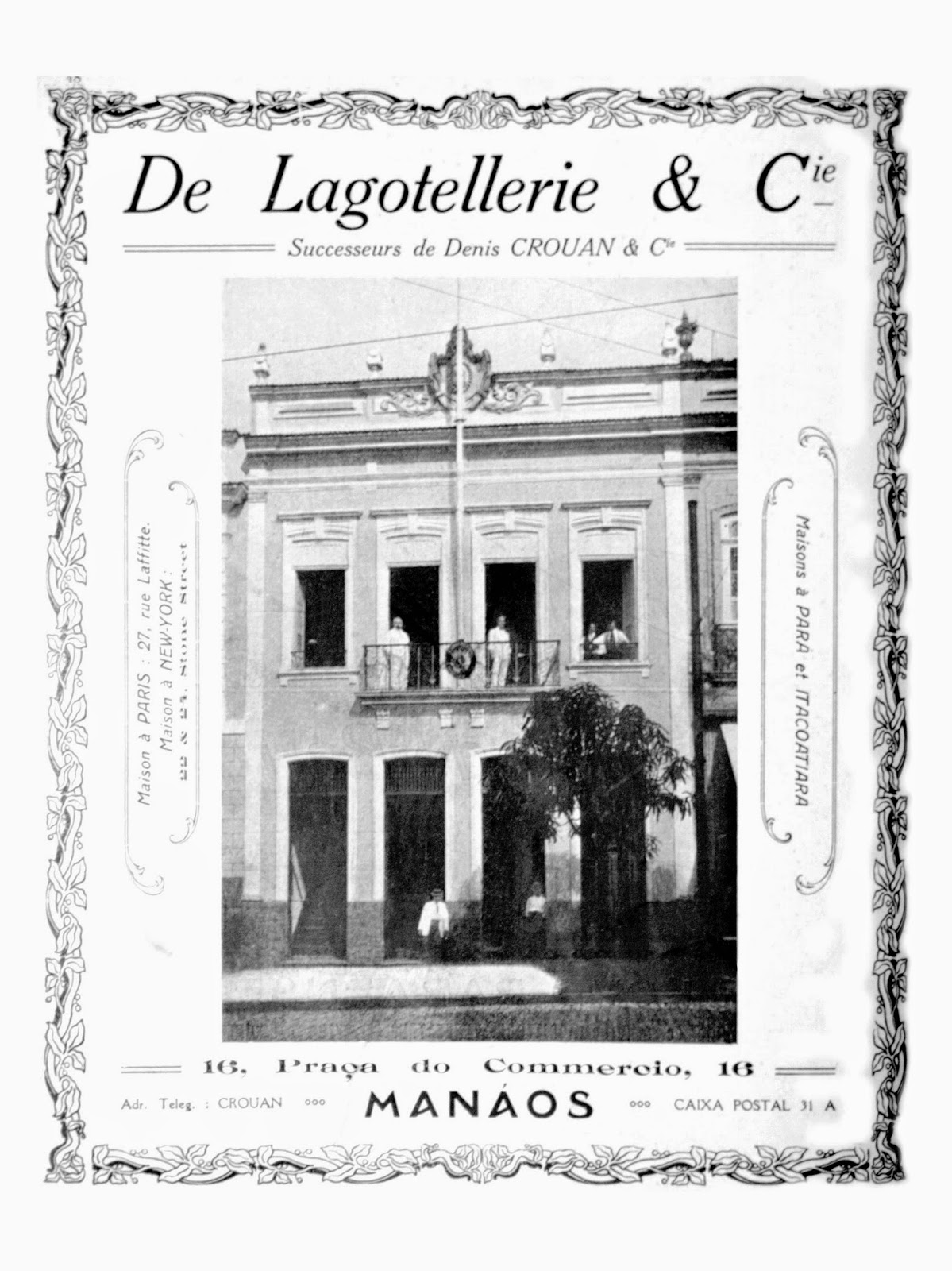
Bâtiments de la société « De Lagotellerie & Cie » (anciennement « Denis Crouan & Cie »), à Manaus (Brésil).
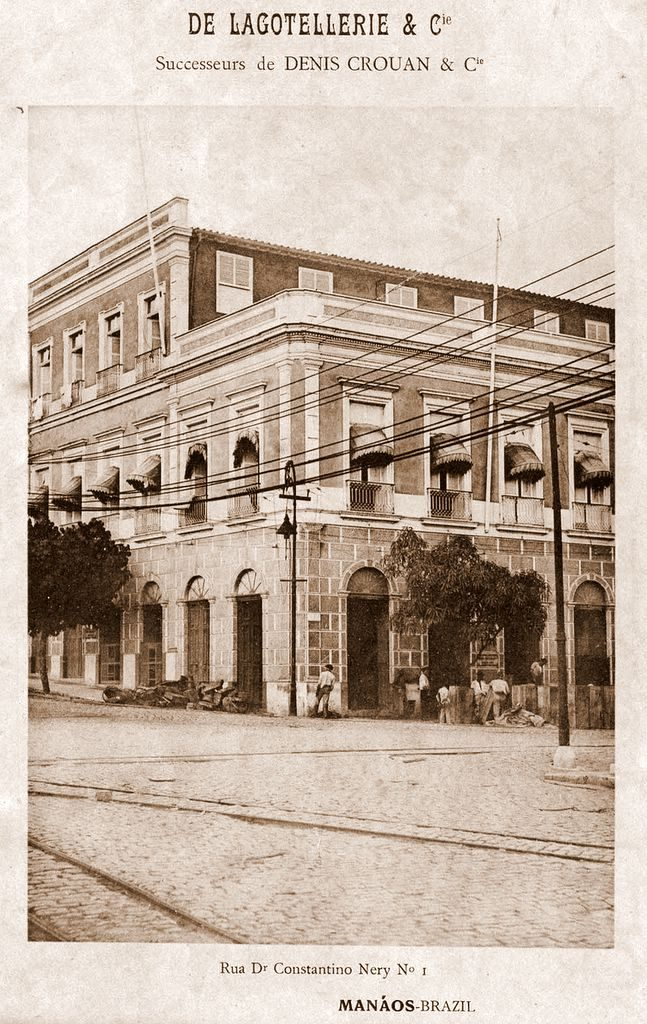
Bâtiments de la société « De Lagotellerie & Cie » (anciennement « Denis Crouan & Cie »), à Manaus (Brésil).

Crouan est également directeur de la Caisse d'épargne de Nantes, administrateur de la succursale de la Banque de France de Nantes, de la Compagnie des chemins de fer de l'État, de la Compagnie d'assurances maritimes « La Loire ».
Il épouse en 1875, au Mesnil-Saint-Denis, Gabrielle Husson-Carcenac. D'une famille fortunée, fille du propriétaire du château du Mesnil-Saint-Denis, elle était la petite-fille de Henry-Gustave Carcenac et la sœur de Marie-Adèle-Alexandra Husson-Carcenac (en religion sœur Marie de la Nativité, fondatrice du monastère du Sacré-Cœur du Mesnil-Saint-Denis). Il sera le beau-père du notaire et financier parisien Marcel Cocteau (père du commandant Roger Cocteau-Gallois qui fut l'un des chefs de la Résistance française), et du financier Maurice Shears de Lagotellerie (qui donna son nom à l'île Lagotellerie).
Juge au tribunal de commerce de Nantes à partir 1878, il devient membre de la chambre de commerce de Nantes en 1882, avant d'en prendre la vice-présidence en 1887, puis la présidence d'honneur.
Il est vice-consul du Portugal, des États-Unis et du Brésil.
Il est vice-président de la commission administrative de l'hôpital marin de Pen-Bron, membre du Conseil supérieur de la Marine marchande, du Conseil supérieur du commerce et de l'industrie, du Conseil du réseau des Chemins de fer de l'État, du Comité central de la Loire navigable, du Comité de l'Afrique française, de l'Union coloniale française, de l'Union des yachts français et du Yacht Club de France. Il est également délégué de l'Association des dames françaises (ADF).

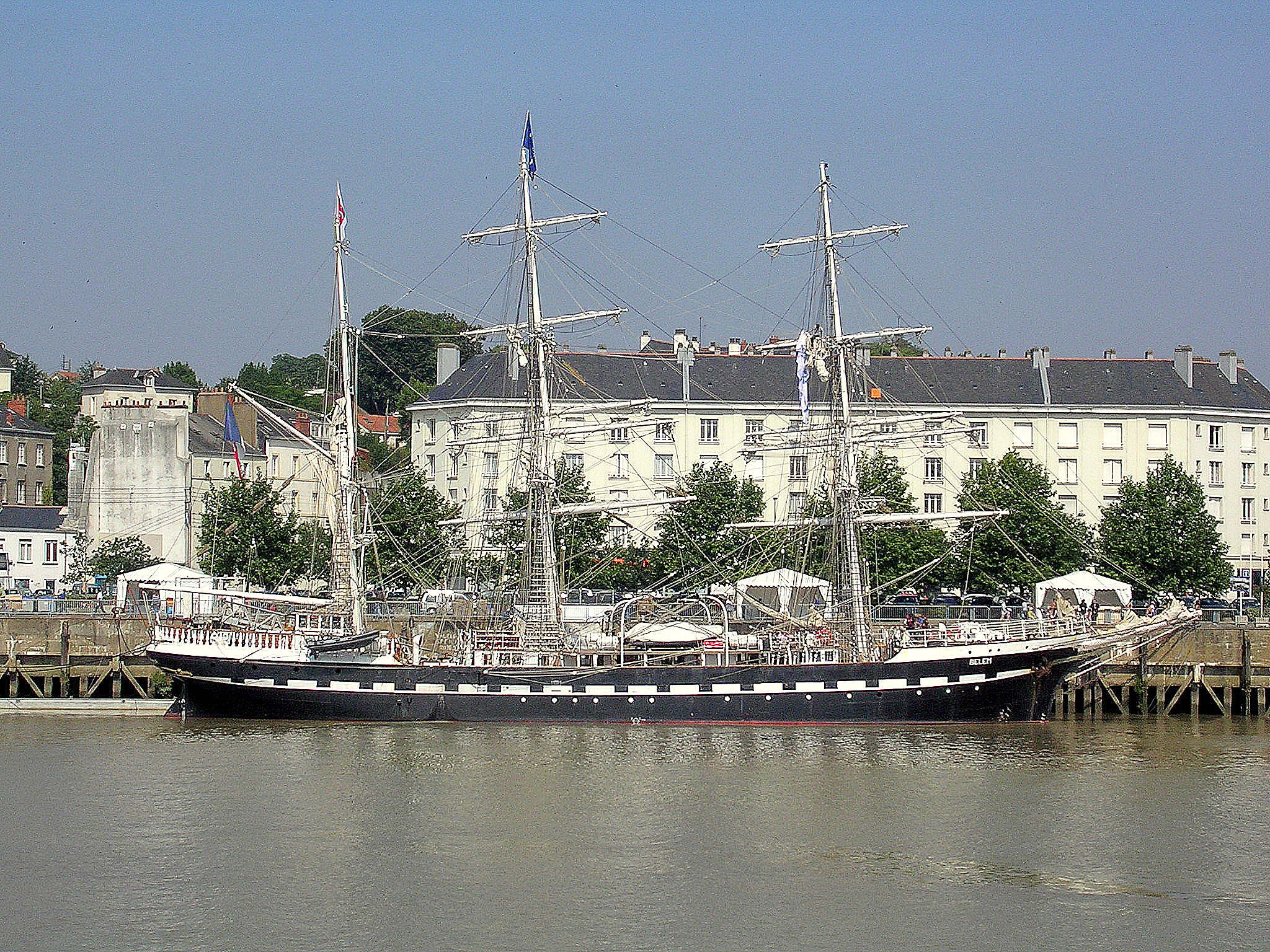
Le Belem à Nantes.

En 1895, il commande aux chantiers Dubigeon à Nantes la construction du Belem, aujourd'hui le dernier trois-mâts français et le plus ancien d'Europe. Il tient son nom de la ville de Belém, au Brésil, où les Crouan possèdent un comptoir commercial.
Il hérite du château de la Houssinière (Nantes) au décès de son père, en 1891. Il était également propriétaire du château des Jamonières à Saint-Philbert-de-Grand-Lieu et du château de Pierre-Levée dans la forêt de Princé en Chéméré. Il constitua également une collection d'œuvres d'art, dont d'Édouard Manet et de Jean-François Raffaëlli.
Il était l'un des amis les plus intimes de Waldeck-Rousseau, qu'il recevait régulièrement sur son yacht ou dans ses propriétés. Il soutient d'ailleurs auprès de lui la cause de Marie de la Passion de Chappotin et des Franciscaines Missionnaires de Marie.
Fernand Crouan meurt en 1905 à son domicile parisien de la rue de Monceau. Maurice de Lagotellerie, son gendre, prit la suite des affaires après le décès de Crouan.
Au décès de Fernand, la maison Crouan possédait notamment les voiliers - , tous des trois-mâts barque, majoritairement à coque de fer - suivants :
- Cruzeiro (1875) ;
- Émile-Menier (1883) ;
- Para (1886) ;
- Noisiel (1890) ;
- Claire-Menier (1893) ;
- Denis-Crouan (1893) ;
- Belem (1896) ;
- Braziliero (1898).

## Hommages
Le quai Fernand-Crouan, à Nantes, a été nommé en son honneur. L'actuel quai François-Mitterrand a antérieurement porté la même appellation.

### Sources
- Crouan Fernand, dans : Yves Rochcongar, "Capitaines d'industrie à Nantes au XIXe siècle", éditions MeMo, Nantes, 2003
- L'Afrique française: bulletin mensuel du Comité l'Afrique française et du Comité du Maroc, Volume 15, 1905
- Revue de Bretagne et de Vendée, 1907
- Jürgen Schneider, "Handel und Unternehmer im französischen Brasiliengeschäft 1815-1848: Versuch e. quantitativen Strukturanalyse", 1975
- Olivier Pétré-Grenouilleau, "L'argent de la traite: milieu négrier, capitalisme et développement : un modèle", 1996
- Henri Brunschwig, Mythes et réalités de l'impérialisme colonial français, 1871-1914, 1960
- Louis Lacroix, Les derniers voyages de forçats et de voiliers en Guyane : les derniers Antillais, éditions maritimes et d'outre-mer, 1970
- Jean Noli, Le siècle du "Belem", 1996